# خربة أم العمد
خربة أم العمد هي آثار قرية قديمة، أصبحت الآن موقعًا أثريًا في إسرائيل، وتقع جنوب شرق سهل البطوف، على الجانب الشرقي من الطريق السريع 65، تحديدا بين تقاطع جولاني وتقاطع كادريم.

## تاريخ
اسم الخربة - أم العمد - مستوحى من الأعمدة التي كانت تدعم سقف الكنيس والتي لا تزال قائمة.
إقترح غوستاف دالمان نظرية أن الموقع هو مكان بلدة كفار عوزئيل (بالعبرية : כפר עוזיאל) ، المذكورة في المصادر الحاخامية وموطن إحدى العائلات الكهنوتية الـ 24 التي استقرت في الجليل منذ القرن الثاني الميلادي وما بعده،  وكان مصدر هذه النظرية هو الاسم المماثل في اللغة العربية للقرية الفلسطينية القريبة من الموقع، قرية عزير (إعتقد أن اسم القرية العربية مستوحى من اسم «عوزيئيل»). تم هجر قردية كفار عوزيئيل في أواخر القرن الرابع.

## الكنيس
تم بناء كنيس يهودي في الموقع، وهو من أكبر دور العبادة اليهودية في الجليل (25 × 14 مترًا)، تم بناء هذا المبنى نهاية القرن الثالث أو بداية القرن الرابع. تميز المبنى بصفين من الأعمدة. تتواجد كتابة في اللغة الآرامية على أرض الكنيس المرصعة بالفسيفساء، وتقول هذه الكتابة: «في الذكرى الجيدة... بار تنحوم، الذي صنع هذه الأرضية من الفسيفساء والسقف. فليتبارك. آمين. سيلا». تتواجد كتابة منقوشة أخرى والتي تقول: «يوعزر الحزان وشمعون أخوه صنعوا بوابة رب السماء هذه».